# La Voz de España
La Voz de España fue un periódico español publicado en San Sebastián entre 1936 y 1980. Perteneciente a la Cadena de Prensa del «Movimiento», durante el franquismo constituyó uno de los principales diarios de la capital donostiarra.

## Historia
Fue fundado el 15 de septiembre de 1936 por militantes carlistas, poco después del estallido de la guerra civil española, bajo el lema Dios-Patria-Rey. El diario fue editado a partir de la maquinaria y el personal procedentes de dos diarios desaparecidos, La Voz de Guipúzcoa y La Constancia. Para mediados de 1937, sin embargo, había pasado a estar controlado por FET y de las JONS. Durante la dictadura franquista pasó a formar parte de la Cadena de Prensa del Movimiento.
Tras la muerte de Franco, en 1977 quedó adscrito al órgano público Medios de Comunicación Social del Estado, nombre que había pasado a tener la Cadena de Prensa del «Movimiento». En estos años el diario fue objeto de numerosos ataques y amenazas por parte de la banda terrorista ETA, que llegó a boicotear su circulación. El 17 de febrero de 1980 fue clausurado por el gobierno, junto al diario donostiarra Unidad.
En La Voz de España colaboraron autores como  Iñaki Linazasoro, Carlos Ribera Sanchís, Luis Hernando de Larramendi, Augusto Assía, Inocencio Olea, Donato León Tierno —redactor-jefe entre 1948 y 1966—, Ignacio Eizmendi, Pepe Rei, Carlos Carnicero o Indalecio Ojanguren —autor de numerosos reportajes fotográficos—.

## Directores
Por la dirección pasaron, entre otros, Diego Ramírez Pastor, Juan José Pradera, José Molina Plata, Félix Morales, Luis de acosta o Jesús Revuelta Imaz.